# 牙克石市
牙克石市（ヤグシし、モンゴル語：ᠶᠠᠭᠰᠢ
ᠬᠣᠲᠠ、転写：Yaɣsi qota）は、中華人民共和国内モンゴル自治区フルンボイル市に位置する県級市。ハイラル川の河畔にあり、ハイラル区から東へ80kmに位置する。市名は満州語で「川の崩れた入り江」を意味するヤクサ（yaksa）に由来する。

## 行政区画
6ジュール・ゴドムジ（街道）、10バルガス（鎮）を管轄
- 街道弁事処
  - 勝利街道
  - オラーン・トグ・ジュール・ゴドムジ（紅旗街道）
  - 新工街道
  - 永興街道
  - 建設街道
  - 暖泉街道
- バルガス（鎮）
  - 免渡河鎮
  - ボグト・バルガス（博克図鎮）
  - 綽河源鎮
  - ウルジハン・バルガス（烏爾其漢鎮）
  - フデル・バルガス（庫都爾鎮）
  - トーリ・ゴル・バルガス（図里河鎮）
  - ウニル・バルガス（烏奴耳鎮）
  - タルチ・バルガス（塔爾気鎮）
  - イフ・トーリ・ゴル・バルガス（伊図里河鎮）

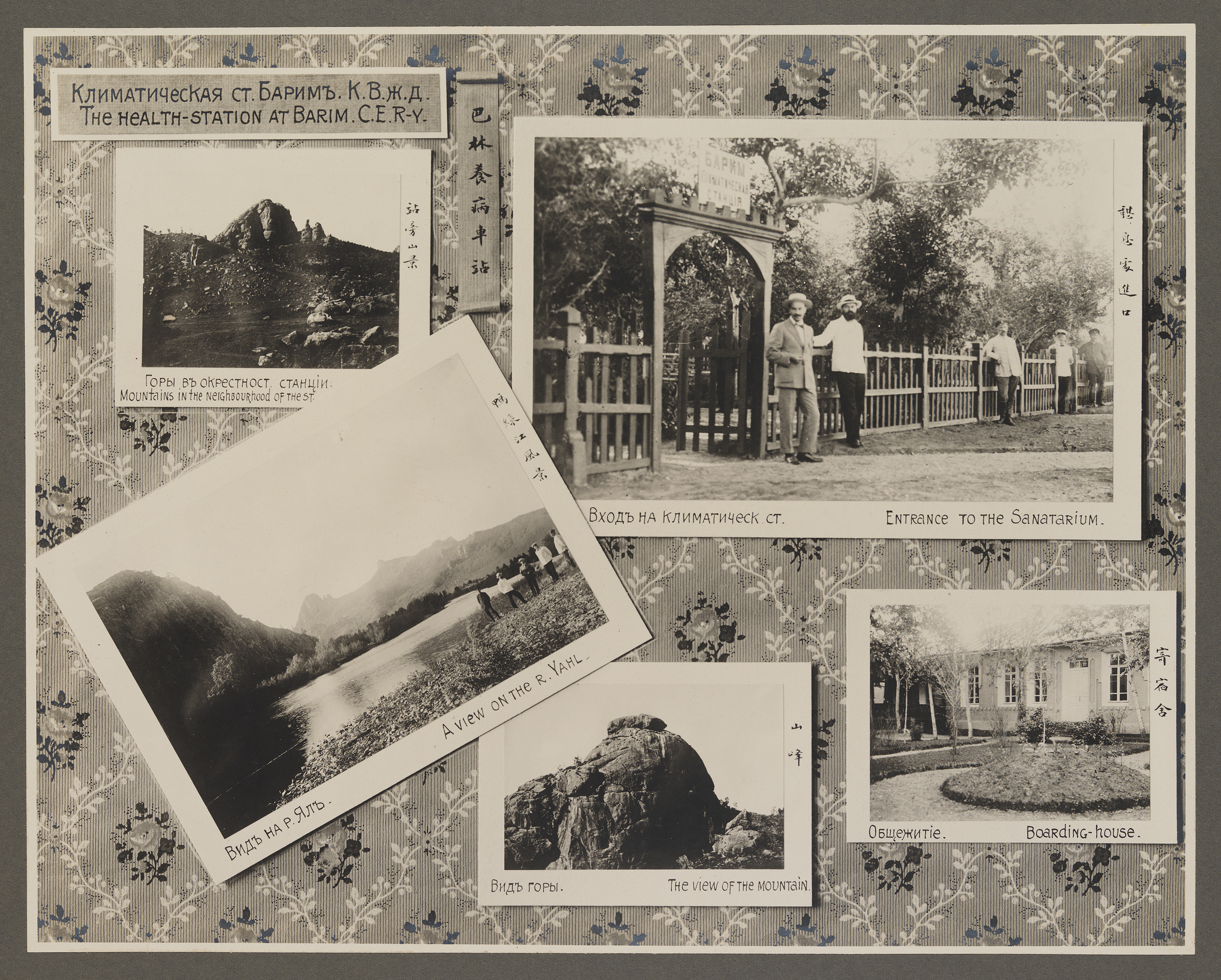
20世紀初期の巴林駅周辺

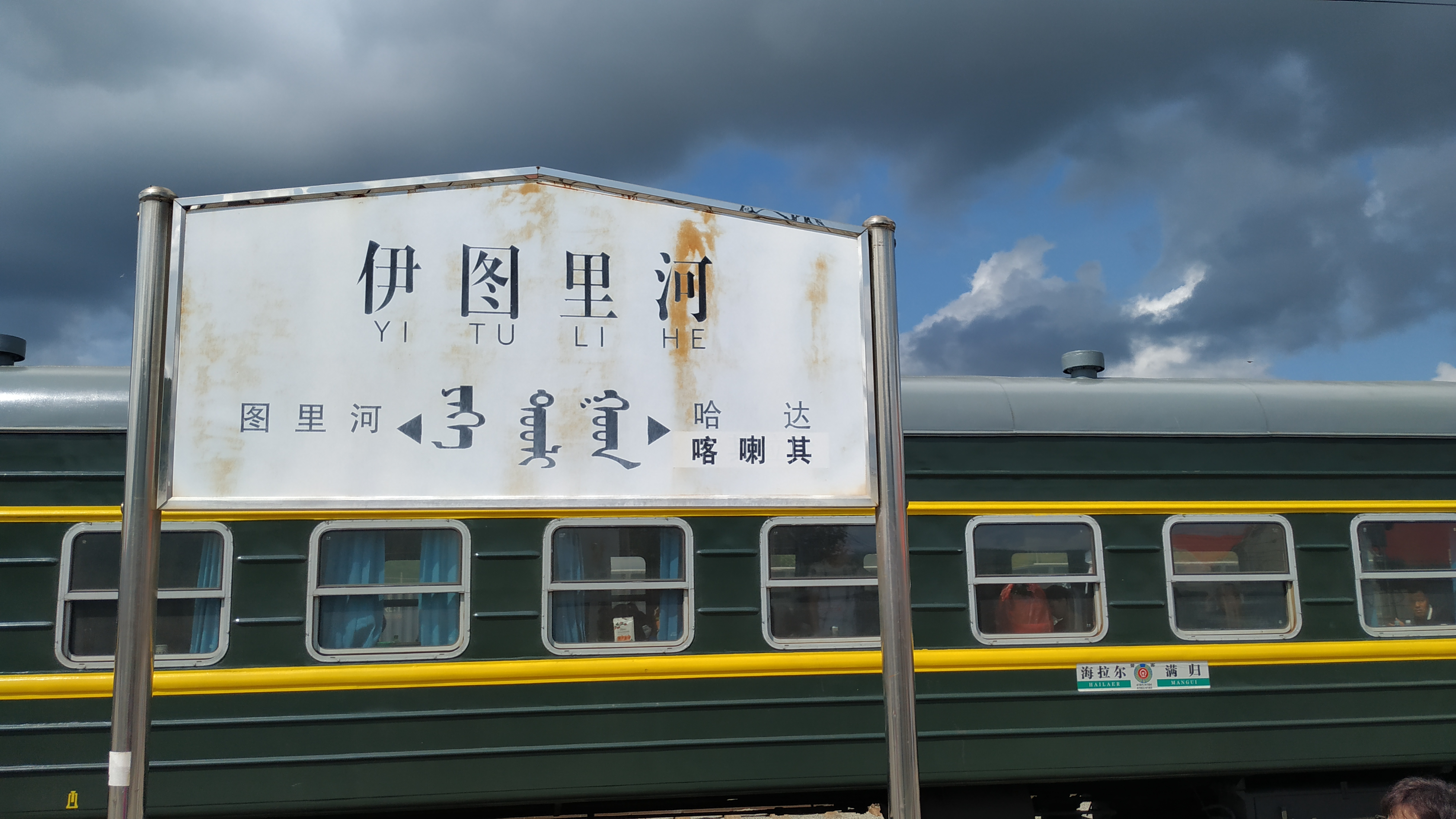
イフ・トーリ・ゴル（伊図里河）駅

  - 牧原鎮

## 交通

### 鉄道
- 中国鉄路総公司
  - 浜洲線

（満洲里方面）- 海満駅 - 牙克石駅 - 卓山駅 - 小北駅 - 免渡河駅 - 北頭河駅 - 烏川駅 - 三根河駅 - 烏奴耳駅 - 哈拉溝駅 - 西嶺口駅 - 伊列克得駅 - 興安嶺駅 - 新南溝駅 - 上沙力駅 - 博克図駅 - 吉祥峰駅 - 溝口駅 - 旗山駅 - 雅魯駅 - 紫溝駅 - 喇嘛山駅 - 巴林駅 -（ハルビン方面）
  - 牙林線

牙克石駅 - 匯流河駅 - 護林駅 - 牧原駅 - 煤田駅 - 烏爾旗汗駅 - 西五旗駅 - 岩山駅 - 育林駅 - 原林駅 - 愛林駅 - 庫都爾駅 - 諾敏河駅 - 新帳房駅 - 嶺南駅 - 嶺頂駅 - 嶺北駅 - 西尼気駅 - 図里河駅 - 伊図里河駅 -（満帰方面）
  - 伊加線

伊図里河駅 - 伊東駅 - 大其拉哈駅 - 覚苟旬駅 - 喀喇其駅 -（ジャグダチ方面）
  - 博林線

牙克石駅 - 山泉駅 - 忠工屯駅 - 卯山駅 - 石門子駅 - 源泉駅 - 北千里駅 - 新綽源駅 - 梨子山駅 - 南千里駅 - 塔爾気駅

### 道路
- 高速道路
  - 綏満高速道路
- 国道
  - G301国道